# Episodi di Squadra emergenza (serie televisiva 1972) (seconda stagione)
La seconda stagione della serie televisiva Squadra emergenza è stata trasmessa negli Stati Uniti dal 16 settembre 1972 e si è conclusa il 7 aprile 1973.
| nº | Titolo originale | Titolo italiano | Prima TV USA      | Prima TV Italia |
| -- | ---------------- | --------------- | ----------------- | --------------- |
| 1  | Decision         |                 | 16 settembre 1972 |                 |
| 2  | Kids             |                 | 23 settembre 1972 |                 |
| 3  | Show Biz         |                 | 30 settembre 1972 |                 |
| 4  | Virus            |                 | 7 ottobre 1972    |                 |
| 5  | Peace Pipe       |                 | 14 ottobre 1972   |                 |
| 6  | Saddled          |                 | 21 ottobre 1972   |                 |
| 7  | Fuzz Lady        |                 | 4 novembre 1972   |                 |
| 8  | Trainee          |                 | 11 novembre 1972  |                 |
| 9  | Women            |                 | 25 novembre 1972  |                 |
| 10 | Dinner Date      |                 | 2 dicembre 1972   |                 |
| 11 | Musical Mania    |                 | 9 dicembre 1972   |                 |
| 12 | Helpful          |                 | 16 dicembre 1972  |                 |
| 13 | Drivers          |                 | 6 gennaio 1973    |                 |
| 14 | School Days      |                 | 13 gennaio 1973   |                 |
| 15 | The Professor    |                 | 3 febbraio 1973   |                 |
| 16 | Syndrome         |                 | 10 febbraio 1973  |                 |
| 17 | Honest           |                 | 17 febbraio 1973  |                 |
| 18 | Seance           |                 | 24 febbraio 1973  |                 |
| 19 | Boot             |                 | 3 marzo 1973      |                 |
| 20 | Rip-Off          |                 | 10 marzo 1973     |                 |
| 21 | Audit            |                 | 7 aprile 1973     |                 |